# Николай Кучков
Николай Кучков е български художник – живописец и илюстратор.

## Биография
Роден е на 21 май 1948 г. в Мездра. Завършва Художествената гимназия в София през 1962 – 1964 г. и Национална художествена академия за изящни изкуства в Хавана при проф. Сервани Кабрера Морено. Завършва монументална живопис във Великотърновския университет „Св. св. Кирил и Методий“ при проф. Васил Стоилов и проф. Никола Генов през 1973 г.
Член е на Съюза на българските художници от 1978 г. и на Общество на художниците „Филипополис“ от 1991 г.

## Творчество
Първата му самостоятелна изложба е през 1979 г. От 1979 г. до 2003 г. участва в 11 самостоятелни и колективни изложби в Пловдив и София. Има участия и изложби в Холандия, Полша, Гърция, Германия, Унгария, Хърватия, Русия. Негови монументални творби украсяват сгради в Пловдив, Карлово, Тополово и Санкт Петербург. Картините му са притежание на НХГ, СГХГ – София, Държавната художествена галерия – Пловдив, както и на частни колекции в България, Полша, Германия, Холандия, Хърватия, Русия и САЩ.
Кучков работи в областта на кавалетната и портретната живопис, сценографията, иконографията, приложната графика, илюстрацията и монументалната пластика.
Пише стихове.

## Признание и награди
Носител е на награда „Пловдив“ – 2000 г., за изобразително изкуство и наградата „Мечът на Ромфея“ за 2000 г.